# 科帕尼 (羅夫諾州)
50°6′40″N 25°26′42″E / 50.11111°N 25.44500°E
科帕尼（烏克蘭語：Копані），是烏克蘭的村落，位於該國西北部羅夫諾州，由杜布諾區負責管轄，始建於1732年，面積0.73平方公里，海拔高度260米，2001年人口396，人口密度每平方公里540.3人。